# Normes de sécurité du lieu de travail

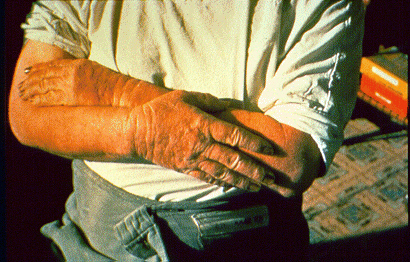
Dommages causés par le kérosène

Les normes de sécurité sur le lieu de travail sont des ensembles de normes destinées à la sécurité sur le lieu de travail et à la réduction des risques professionnels liés aux maladies professionnelles.
L'histoire de la sécurité des personnes au travail est devenue en 1802 avec la Loi sur la santé et la moralité des apprentis. Parallèlement aux progrès techniques, les risques sur le lieu de travail et les facteurs nocifs susceptibles de nuire à la santé peuvent être augmentés. Depuis les années 1950, des actes distincts sont apparus qui déterminent les conséquences négatives dans certains domaines du processus de travail. L'introduction de normes de sécurité électriques modernes et l'impact d'autres facteurs nocifs sur la santé humaine au travail ont commencé dans les années 1970.

## Dispositifs de protection
- Appareil de mesure des champs électromagnétiques - appareil permettant de mesurer les champs électromagnétiques dangereux affectant la santé humaine (mesure des champs électromagnétiques)[2],[3].
- Compteur environnemental - appareil permettant de mesurer la réaction des matières dangereuses[4],[5].
- Équipement respiratoire : lorsque vous travaillez dans un environnement où des composés nocifs sont présents, il est important d'utiliser une protection respiratoire appropriée, telle qu'un masque, afin de maintenir vos poumons en excellent état de fonctionnement. La protection contre les fumées toxiques, les poussières et autres substances dangereuses en suspension dans l'air nécessite l'utilisation d'équipements spécialisés appelés respirateurs[6].
- Matériel de protection contre les interférences électromagnétiques[7]

Chaque activité sur le lieu de travail nécessite un ensemble de précautions qui lui est propre, et leur conception et leur mise en place dépendent de chaque lieu de travail.

## Normes de sécurité du travail
- Bulgarie БДС (Български Държавен Стандарт) (Bulgarian state standard) – ISO 45001:2018 (БДС ISO 45001:2018) Bulgarie[8]
- Chine GB/CCC - Chine CHN-1974-L-37879 Protection against particular hazards[9]
- France NF (La norme français) NF EN 358 France[10]
- Royaume-Uni BS (British standard) BS EN 1005-3:2002+A1:2008 - Royaume-Uni[11]
- Inde IS (India Standardization) – Inde – IS-5216, IS-5571, IS-6665[12]
- Pologne PN (Polska Norma) – Pologne – PN-93/N-01256/03 Znaki BHP w miejscu pracy[13]
- Russie ГОСТ 12.2.061-81 СИСТЕМА СТАНДАРТОВ БЕЗОПАСНОСТИ ТРУДА ОБОРУДОВАНИЕ ПРОИЗВОДСТВЕННОЕ[14]
- OSHA – États-Unis[15]; IAEA safety standards – nuclear, radiation waste safety standards[16]

## Classification

### Normes de protection contre les champs électromagnétiques de haute intensité
- ANSI / IEEE C95.1-1992
- Russie GOST 12.4.306-2016
- Union européenne 1999/519 / EC

### Protection contre les dommages causés par le laser
- EN 60825 (IEC 825)
- Russie GOST IEC 60825-4-2014 - Revenir à la table des matières
- Pologne PN-91 / T-06700

### Protection contre les huiles et carburants dangereux utilisés dans l'industrie
- Union européenne DIRECTIVE 2005/69 / CE
- Suisse CC 813.11 Ordonnance sur la protection contre les substances et les préparations dangereuses

### Normes de soudage
- AWS D17.1 / D17.1M: 2017